# Ursula Baus
Ursula Baus (* 1959 in Kaiserslautern) ist eine deutsche Autorin, freie Architekturwissenschaftlerin und Architekturkritikerin.

## Leben
Ursula Baus studierte in Saarbrücken Philosophie, Kunstgeschichte und Klassische Archäologie sowie in Stuttgart und Paris Architektur. Ihre Promotion erlangte sie am Institut für Architekturgeschichte der Universität Stuttgart mit ihrer Dissertation Zwischen Kunstwerk und Nutzwert. Die Architekturzeichnung, gesehen von Kunst- und Architekturhistorikern ab 1850.
Von 1987 bis 2004 war sie Redakteurin der Deutschen Bauzeitung. Im Jahre 1989 war Ursula Baus Gastredakteurin bei Le Moniteur in Paris. Von 2004 bis 2006 hatte sie einen Lehrauftrag für Architekturtheorie an der FH Biberach, von 2004 bis 2008 einen Lehrauftrag für Architekturkritik und -theorie am Institut für Grundlagen moderner Architektur und Entwerfen (IGmA) der Universität Stuttgart und von 2004 und 2010 einen Lehrauftrag für Architekturkritik und -theorie an der Staatlichen Akademie der Bildenden Künste Stuttgart.
Sie ist als freie Autorin tätig und hat mehrere Bücher veröffentlicht, Themenschwerpunkte sind die Baukultur, Architekturgeschichte, -kritik und -theorie in großen Zusammenhängen. Seit 2017 ist Ursula Baus Mitherausgeberin des Magazins marlowes – Magazin für Architektur und Stadt.
Sie arbeitet in Stuttgart.

## Mitgliedschaften (Auswahl)
- 2006 im Beirat des Deutschen Architekturmuseum, Frankfurt am Main.
- 2007–2012 stellvertretende Vorsitzende des Beirats der Bundesstiftung Baukultur
- Seit 2010 im wissenschaftlichen Kuratorium der IBA Basel 2020
- 2005–2010 im Kuratorium, seit 2019 Vorsitzende des Stiftungsrats der Schelling Architekturstiftung, Karlsruhe[4]
- seit 2011 Prize Expert des Mies van der Rohe Award, Barcelona[5]

## Buchveröffentlichungen (Auswahl)
- Rekonstruktion in Deutschland, Birkhäuser Verlag, 2009, ISBN 978-3-0346-0067-5.
- Fussgängerbrücken. Konstruktion, Gestalt, Geschichte. Birkhäuser Verlag, 2007, ISBN 978-3-7643-8138-7.
- Entwicklungslinien. Architekturpreis Rheinland-Pfalz 2005. Schnell & Steiner, 2006, ISBN 978-3-7954-1917-2.
- Kritik versus Zeitgeist. In: Michael Gebhard, BDA (Hrsg.): Kritik der Kritik. 11 Gespräche zur Architekturkritik. München 2014, Seite 12–20, ISBN 978-3-86218-072-1
- Architectural Criticism and Building Performance Evaluation in Germany, verfasst mit Ulrich Schramm. In: Wolfgang Preiser, Aaron T. Davis, Ashraf M. Salama, Andrea Hardy (Hrsg.): Architecture beyond Criticism. Expert judgement and performance evaluation. Cincinnati 2014, Seite 111–120. ISBN 978-0-415-72533-0
- Vergegenwärtigung. Ein Begriff, der Architekturgeschichte und -zukunft spekulativ zusammenführt. In: Wüstenrot Stiftung (Hrsg.): Vergegenwärtigung. Katalog zur Architekturbiennale 2014, ISBN 978-3-933249-88-3

## Auszeichnungen
- Das online-Magazin Marlowes.de (herausgegeben von Dr. Ursula Baus, Christian Holl und Claudia Siegele) wurde 2018 mit dem Werkbund Label ausgezeichnet.[6]
- 2021 erhielt Marlowes.de einen Sonderpreis des BDA für Architekturkritik.[7]